# Вітенко Іван Онисимович
Іва́н Они́симович Віте́нко (23 грудня 1925, с. Кам'янка Попільнянського району Житомирської області  — 2 грудня 1969, Теребовля, нині Тернопільського району Тернопільської області) — український педагог, літературознавець, громадсько-культурний діяч. Батько В. І. Вітенка. Нагрудний знак Міністерства культури СРСР «За отличную работу» (1966).

## Життєпис
Народився на Житомирщині в 1925 році в сім'ї репресованого в 1937 році Онисія Федоровича Вітенка [Архівовано 28 серпня 2019 у Wayback Machine.] (реабілітований в 1955 році). У 1950 році закінчив філологічний факультет Київського державного університету (нині — національний університет імені Тараса Шевченка). Працював учителем української мови та літератури, заступником директора з навчальної частини (1952), директором Теребовлянського культурно-освітнього училища (1965—1969; нині — коледж культури і мистецтв).
Під його керівництвом запроваджено підготовку фахівців за спеціальністю «Народна художня творчість» зі спеціалізаціями:
- «Народне пісенне мистецтво» (хоровий спів),
- «Народне інструментальне мистецтво» (народні та духові інструменти),
- «Режисура» (1961),
- «Хореографія» (1968).

Збудовано та введено в експлуатацію новий навчальний корпус з актовим залом бібліотекою та індивідуальними класами для занять. Заснував три оркестри (тірольських, народних і духових інструментів); сприяв заснуванню Струсівської заслуженої капели бандуристів «Кобзар» [Архівовано 15 серпня 2019 у Wayback Machine.]